# Dušan Vlahović
Dušan Vlahović (n. 28 ianuarie 2000, Belgrad, Serbia) este un fotbalist profesionist sârb care joacă ca atacant pentru clubul din Serie A, Juventus Torino și echipa națională a Serbiei.
Venit din sistemul de tineret al lui Partizan, Vlahović și-a făcut debutul la prima echipă în 2016, câștigând un titlu de ligă și două cupe ale Serbiei. S-a mutat la clubul italian Fiorentina în 2018. Cu 21 de goluri în ligă în sezonul 2020-21, Vlahović a câștigat premiul ca cel mai bun jucător tânăr din Serie A. După un început de sezon într-o stare de formă impresionantă marcând 17 goluri în prima jumătate a anului 2021-2022, echipa rivală Juventus l-a semnat în ianuarie 2022 pentru o sumă raportată de 70 de milioane de euro.
Vlahović a reprezentat țara sa la diferite niveluri de tineret, înainte de a-și face debutul internațional la seniori în 2020 în timpul Liga Națiunilor UEFA. De asemenea, și-a ajutat națiunea să se califice la Campionatul Mondial de Fotbal 2022.

## Statistici
La meciul jucat pe 18 mai 2025.
| Club          | Sezon         | Campionat         | Campionat | Campionat | Cupă    | Cupă   | Competiții europene | Competiții europene | Altele  | Altele | Total   | Total  |
| Club          | Sezon         | Divizie           | Meciuri   | Goluri    | Meciuri | Goluri | Meciuri             | Goluri              | Meciuri | Goluri | Meciuri | Goluri |
| ------------- | ------------- | ----------------- | --------- | --------- | ------- | ------ | ------------------- | ------------------- | ------- | ------ | ------- | ------ |
| Partizan      | 2015–16       | SuperLiga Serbiei | 14        | 1         | 4       | 2      | —                   | —                   | —       | —      | 18      | 3      |
| Partizan      | 2016–17       | SuperLiga Serbiei | 7         | 0         | 1       | 0      | 1                   | 0                   | —       | —      | 9       | 0      |
| Partizan      | 2017–18       | SuperLiga Serbiei | 0         | 0         | 0       | 0      | 0                   | 0                   | —       | —      | 0       | 0      |
| Partizan      | Total         | Total             | 21        | 1         | 5       | 2      | 1                   | 0                   | —       | —      | 27      | 3      |
| Fiorentina    | 2018–19       | Serie A           | 10        | 0         | 0       | 0      | —                   | —                   | —       | —      | 10      | 0      |
| Fiorentina    | 2019–20       | Serie A           | 30        | 6         | 4       | 2      | —                   | —                   | —       | —      | 34      | 8      |
| Fiorentina    | 2020–21       | Serie A           | 37        | 21        | 3       | 0      | —                   | —                   | —       | —      | 40      | 21     |
| Fiorentina    | 2021–22       | Serie A           | 21        | 17        | 3       | 3      | —                   | —                   | —       | —      | 24      | 20     |
| Fiorentina    | Total         | Total             | 98        | 44        | 10      | 5      | —                   | —                   | —       | —      | 108     | 49     |
| Juventus      | 2021–22       | Serie A           | 15        | 7         | 4       | 1      | 2                   | 1                   | —       | —      | 21      | 9      |
| Juventus      | 2022–23       | Serie A           | 27        | 10        | 2       | 0      | 13                  | 4                   | —       | —      | 42      | 14     |
| Juventus      | 2023–24       | Serie A           | 33        | 16        | 5       | 2      | —                   | —                   | —       | —      | 38      | 18     |
| Juventus      | 2024–25       | Serie A           | 28        | 10        | 2       | 1      | 9                   | 4                   | 1       | 0      | 40      | 15     |
| Juventus      | Total         | Total             | 103       | 43        | 13      | 4      | 24                  | 9                   | 1       | 0      | 142     | 56     |
| Total carieră | Total carieră | Total carieră     | 222       | 88        | 28      | 11     | 25                  | 9                   | 1       | 0      | 276     | 108    |

1. ↑  Include Cupa Serbiei, Coppa Italia
2. ↑  Apariție în UEFA Europa League
3. 1 2  Apariții în UEFA Champions League
4. ↑  Cinci apariții și un gol în UEFA Champions League, opt apariții și trei goluri în UEFA Europa League
5. ↑  Apariție în Supercoppa Italiana

## Palmares
Partizan
- SuperLiga Serbiei: 2016–17[1]
- Serbian Cup: 2015–16, 2016–17[1]

Fiorentina Primavera
- Coppa Italia Primavera: 2018–19

Juventus
- Vice-campion Coppa Italia: 2021–22[1]

Individual
- Cel mai bun jucător tânăr din Serie A: 2020–21[2]
- Jucătorul lunii din Serie A: Decembrie 2021[3]
- Golgheter Coppa Italia: 2021–22 (4 goluri)